# 圣普里莱萨尔奈
圣普里莱萨尔奈（法語：Saint-Prix-lès-Arnay，法語發音：[sɛ̃ pʁi lɛ.z‿aʁnɛ]，意为“阿尔奈附近的圣普里”）是法国科多尔省的一个市镇，属于博讷区。

## 地理
圣普里莱萨尔奈（47°6'51"N, 4°30'23"E）面积11.29 平方千米，位于法国勃艮第-弗朗什-孔泰大區科多尔省，该省份为法国中东部省份，北起奥布省，西接涅夫勒省和约讷省，南至索恩-卢瓦尔省，东南接汝拉省，东临上索恩省，东北部与上马恩省接壤。
与圣普里莱萨尔奈接壤的市镇（或旧市镇、城区）包括：阿尔奈勒迪克、马利尼、富瓦西、马尼安。

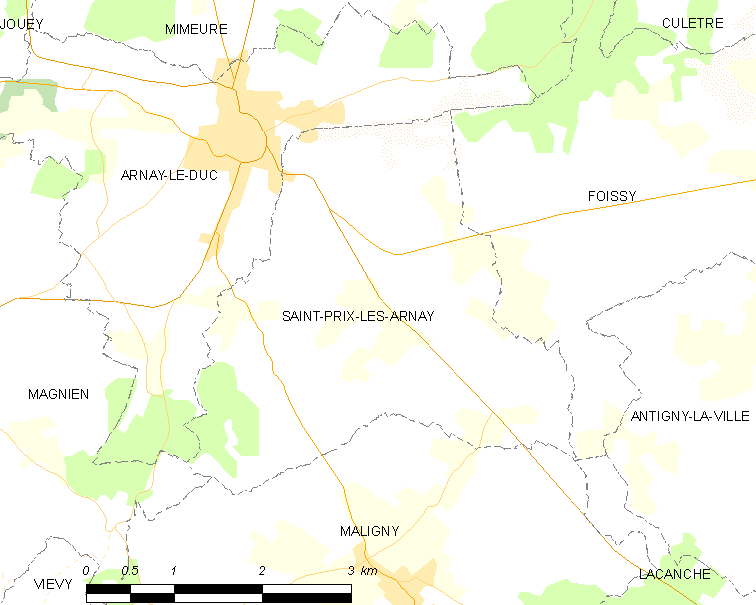
圣普里莱萨尔奈的OSM定位图

圣普里莱萨尔奈的时区为UTC+01:00、UTC+02:00（夏令时）。

## 行政
圣普里莱萨尔奈的邮政编码为21230，INSEE市镇编码为21567。

## 政治
圣普里莱萨尔奈所属的省级选区为阿尔奈勒迪克县。

## 人口

1962-2008年间圣普里莱萨尔奈人口变化图示

圣普里莱萨尔奈于2022年1月1日时的人口数量为203人。